# GitHub
GitHub es una forja (plataforma de desarrollo colaborativo) para alojar proyectos utilizando el sistema de control de versiones Git. Se utiliza principalmente para la creación de código fuente de programas de ordenador. El software que opera GitHub fue escrito en Ruby on Rails. Desde enero de 2010, GitHub opera bajo el nombre de GitHub, Inc. Anteriormente era conocida como Logical Awesome LLC. El código de los proyectos alojados en GitHub se almacena generalmente de forma pública.
El 4 de junio de 2018 Microsoft compró GitHub por la cantidad de 7500 millones de dólares. Al inicio, el cambio de propietario generó preocupaciones y la salida de algunos proyectos de este sitio; sin embargo, no fueron representativos. GitHub continúa siendo la plataforma más importante de colaboración para proyectos de código abierto.

## Historia
- 2007: Se registra oficialmente la compañía GitHub, Inc.
- 2008: GitHub es lanzado públicamente, desarrollado por Chris Wanstrath, P. J. Hyett, Tom Preston-Werner y Scott Chacon utilizando el framework Ruby on Rails.
- 24 de febrero de 2009: Durante una charla en las oficinas de Yahoo!, el equipo de GitHub anuncia que en su primer año han acumulado 46.000 repositorios públicos, de los cuales 17.000 fueron creados en solo un mes. De los restantes, 6.200 eran forks y 4.600 se habían fusionado.[4]
- 5 de julio de 2009: GitHub anuncia que ha alcanzado los 100.000 usuarios registrados.[4]
- Agosto de 2009: En otra charla en Yahoo!, se informa que ya existen 90.000 repositorios únicos y 135.000 si se cuentan los forks.[4]
- 25 de julio de 2010: GitHub alcanza el millón de repositorios.[5]
- 2 de junio de 2011: El portal ReadWriteWeb informa que GitHub ha superado a SourceForge y Google Code en número total de commits realizados entre enero y mayo de ese año.[4]
- 9 de julio de 2012: Peter Levine afirma que GitHub ha tenido un crecimiento anual del 300 % desde 2008, siendo rentable durante casi todo ese tiempo.[4]
- 16 de enero de 2013: GitHub supera los 3 millones de usuarios registrados y más de 5 millones de repositorios alojados.[6]
- 23 de diciembre de 2013: GitHub alcanza los 10 millones de repositorios.[7]
- Junio de 2015: GitHub abre su primera oficina fuera de Estados Unidos, en Japón.[8]
- 29 de julio de 2015: La empresa levanta una ronda de inversión de 250 millones de dólares liderada por Sequoia Capital, alcanzando una valoración de 2 mil millones de dólares.[9]
- 28 de febrero de 2018: GitHub sufre un ataque de denegación de servicio (DDoS) considerado el segundo más grande registrado hasta la fecha, alcanzando los 1.35 terabits por segundo.[10]
- 4 de junio de 2018: Microsoft anuncia la compra de GitHub por un importe de 7.500 millones de dólares en acciones.[11]
- 26 de octubre de 2018: Se concreta oficialmente la adquisición por parte de Microsoft.[4]
- 28 de julio de 2020: GitHub publica por primera vez su hoja de ruta pública, en la que presenta sus avances y planes futuros.[12]

## Características

### Repositorios
Los repositorios son, como su propio nombre indica, lugares virtuales alojados en la nube en donde los usuarios pueden almacenar cualquier tipo de archivo. Suelen usarse para guardar archivos de texto que representan código en distintos lenguajes de programación, los cuales a su vez conforman un programa o aplicación. Este es el servicio principal que ofrece GitHub: repositorios en donde los usuarios pueden almacenar el código de sus aplicaciones, ya sea de forma pública, privada o a través de una organización.
Para ser identificados, los repositorios muestran información relevante, como la descripción del proyecto, los lenguajes de programación usados o las etiquetas de búsqueda. Un aspecto muy importante de la información de los repositorios es el archivo «README», el cual los desarrolladores pueden crear (ya sea en formato Markdown o en formato de texto simple) para describir su proyecto a fondo. Por lo general, este tipo de archivo suele contener una descripción, capturas de pantalla del programa, instrucciones de instalación y la declaración de la licencia.
En la pestaña de configuración, los desarrolladores pueden cambiar aspectos generales del repositorio, así como aspectos más avanzados. Entre los aspectos más avanzados se incluye el acceso al repositorio (agregar colaboradores y determinar quiénes pueden interactual con él), la automatización del y gracias al repositorio (las ramas y sus reglas, GitHub Actions, webhooks, los ambientes y GitHub Pages), la seguridad del repositorio (la seguridad y el análisis del código mediante alertas de bots y actions, las llaves de despliegue y los secretos cifrados) y, por último, las integraciones, que incluyen el uso de las aplicaciones instaladas en GitHub y las notificaciones por correo electrónico.

#### Issues
Los issues, llamados «propuestas» en español, se asemejan, en cierta medida, a los hilos en algunos foros y redes sociales: son publicaciones que tratan sobre una cuestión en específico. En GitHub, los issues son abiertos por usuarios que tienen un fallo con el código del repositorio y quieren recibir ayuda para solucionarlo, por usuarios que quieren plantear una compleja mejora del programa, entre otros usos. Se pueden enlazar pull requests a los issues, así como asignar usuarios y etiquetas. Pueden convertirse en debates.

#### Pull requests
Las pull requests son solicitudes de admisión de código. Los usuarios pueden editar cualquier archivo de código de un repositorio, ya sea a través del editor integrado de GitHub o desde su ambiente local. Cuando el usuario ha editado uno o varios archivos, puede enviar la solicitud al repositorio que quiere modificar. De esta forma, se creará una solicitud en la pestaña de pull requests, donde el creador del repositorio o los colaboradores pueden decidir si aceptar o denegar la solicitud. Adicionalmente, pueden revisar el código y enviar comentarios a modo de retroalimentación. Este proceso se conoce como «revisión de código». Al igual que con los issues, es posible asignar usuarios y etiquetas a las pull requests.

#### Debates
Los debates, llamados en inglés discussions, son una mecánica que estuvo en período de pruebas por un tiempo, siendo posteriormente aceptada como una mecánica nativa de los repositorios. Son parecidos a los issues ya que pueden crearse sobre temas específicos y almacenar comentarios de otros usuarios a modo de foro. Para una mejor organización, los debates pueden clasificarse en diferentes categorías que el dueño del repositorio puede crear. A diferencia de los issues, hay un sistema de votos para los comentarios y un usuario con permisos en el repositorio puede marcar una respuesta como «correcta». Pueden convertirse en issues.

#### Actions
Cada repositorio tiene la opción de usar actions, que es un servicio que permite al usuario crear flujos de trabajo con los cuales automatizar ciertas acciones, logrando así una integración continua y una entrega continua. Las actions pueden ser personalizadas gracias al uso de archivos en un formato concreto. En la pestaña de actions pueden encontrarse opciones adicionales.

#### Wiki
Una función muy útil para algunos repositorios es la de la creación de páginas de wiki. Gracias a estas, los creadores de los proyectos pueden escribir artículos que expliquen más cosas acerca del proyecto. Se encuentran en una pestaña aparte, por lo que no es necesario llenar el directorio del proyecto con archivos de información.

### Usuarios
Cualquier persona puede ver el contenido de un repositorio público, de una página de perfil de usuario o de páginas especiales de GitHub sin la necesidad de crearse una cuenta. Sin embargo, no podrá hacer ninguna acción, como comentar en issues o discusiones, hacer un fork de un repositorio, crear un repositorio, etc., si no tiene una cuenta (y ha iniciado sesión en ella).
Al igual que en las redes sociales, GitHub cuenta con una página para cada usuario que se registra en el sitio. En la sección lateral izquierda de los perfiles aparece la información personal y la información adicional del usuario (la foto de perfil junto con su estado, la biografía, la compañía en donde trabaja, el lugar en donde reside, el enlace a su sitio web, su nombre de usuario de Twitter, su dirección de correo electrónico, las personas y organizaciones que lo patrocinan así como las personas y organizaciones a las que el usuario patrocina, las insignias que ha ganado, la cantidad de respuestas en discusiones que han sido marcadas como «correctas» y las organizaciones a las que pertenece; añadir esta información es opcional, ya que pueden dejarse los campos en blanco o desactivar mostrar dichas secciones en los ajustes).
Debajo de la barra de navegación aparece una serie de pestañas a través de las cuales es posible acceder a todos los repositorios creados por el usuario, a sus proyectos, a los paquetes que ha creado, a los repositorios que ha marcado como «favoritos» y a las personas a quienes está patrocinando.
En el 2020, una diseñadora de GitHub anunció una nueva función llamada «GitHub profile READMEs», la cual permite a los usuarios mostrar un archivo en formato Markdown en el centro de la página de su perfil. Para hacer esto el usuario debe crear un repositorio con el mismo nombre de su nombre de usuario y añadir un archivo de texto. Como Markdown admite texto en diferentes formatos e imágenes, es posible hacer una combinación de muchos estilos. Debajo del archivo de texto (si es que lo hay) aparecen los repositorios anclados por el usuario (máximo seis); si este no ha anclado ningún repositorio, aparecerán automáticamente sus repositorios públicos más populares.
En la última sección, debajo de los repositorios anclados o populares, aparece el gráfico que muestra los días en los que el usuario ha hecho como mínimo una contribución y la cantidad de estas. Adicionalmente, el usuario puede elegir si mostrar sus contribuciones a repositorios de organizaciones, si mostrar el gráfico que indica el porcentaje del tipo de contribuciones (revisiones de código, issues, pull requests y commits) o si incluir el número de contribuciones privadas. Del lado derecho hay una lista que enumera los años desde que el usuario se unió a GitHub hasta el presente año. Al hacer clic en uno de ellos, pueden verse las contribuciones hechas por el usuario en el año seleccionado.

### Organizaciones
Un usuario puede crear una organización, que no es más que una cuenta que representa a una empresa o equipo de trabajo. Se pueden crear repositorios dentro de una organización (los cuales pertenecen a ella) y determinar ajustes por defecto que serán seleccionados cuando se creen nuevos repositorios bajo el nombre de la organización, con el objetivo de mantener una uniformidad conforme a los deseos y necesidades de los miembros. Los usuarios que tienen el permiso de administrador pueden enviar solicitudes de unión a los usuarios que deseen, determinando cuáles permisos tendrán y con la capacidad de cambiarlos a su gusto en un futuro. Se lleva a cabo un proceso similar en el caso de que se quiera eliminar un miembro de la organización.
Con el objetivo de preservar la seguridad y el control de la organización, el dueño de una puede asignar distintos tipos de roles a los miembros que decida; estos roles difieren en los permisos que tienen, siendo algunos más restrictivos que otros. Existen cuatro tipos de roles: dueños, miembros, gestores de facturación y gestores de seguridad. Con relación a los roles existen los equipos: grupos en los que pueden ser organizados los miembros de una organización según la actividad que desempeñen. Esta función facilita el trabajo grupal y, sobre todo, el orden dentro de la organización. Cada equipo tiene su propia página de debates, pueden ser mencionados directamente, entre otras muchas funciones.
Al igual que los perfiles de usuarios, los perfiles de las organizaciones tienen pestañas en donde se muestran los repositorios que les pertenecen, las personas involucradas —y los equipos en los que son clasificadas—, la descripción, el enlace al sitio web oficial, etc. Funciones como el patrocinio pueden ser activadas igualmente en cuentas de organizaciones.

## Servicios

### GitHub Pages
GitHub ofrece un servicio con el que los usuarios pueden subir un sitio web directamente desde los servidores de GitHub, sin la necesidad de un almacenamiento externo en la nube. Estas páginas pueden ser creadas tanto para proyectos como para usuarios (a modo de portfolio), y el proceso es muy sencillo, pues basta con ir a la configuración del repositorio y a la sección de GitHub Pages. Es necesario que en el repositorio haya una estructura de archivos de sitios web que pueda ser leído por GitHub (como HTML); GitHub hará todo el trabajo automáticamente, pero el usuario puede cambiar la fuente de publicación si decide almacenar los archivos en un directorio diferente.
Además del uso básico de este servicio, es posible usar el generador de sitios web estáticos Jekyll, creado por Tom Preston-Werner, uno de los cofundadores de GitHub. El proceso de creación de un sitio web con Jekyll, aunque más complejo que el de la creación de un sitio simple, trae consigo varias ventajas. GitHub permite, asimismo, establecer nombres de dominio personalizados (que no tengan la terminación «github.io»), así como subdominios.

### Patrocinio
GitHub ofrece un servicio con el que los desarrolladores pueden ganar dinero por parte de usuarios y empresas que quieran patrocinarlos. Al patrocinar a un desarrollador, este recibe dinero a modo de agradecimiento por su trabajo o con la intención de recibir algún beneficio.
Los usuarios que han activado el patrocinio en su perfil pueden crear distintos niveles, que los interesados pueden luego seleccionar. Cada uno puede tener un precio diferente (tanto el monto recomendado como el monto mínimo) y distintos beneficios. Con el objetivo de mostrar al público hasta qué punto ha llegado el usuario, este puede establecer metas, las cuales son actualizadas automáticamente y reflejadas en su perfil. El 2 de febrero de 2022 se anunció, por medio del blog de GitHub, nuevas funciones para el patrocinio. Entre ellas se encuentran los repositorios que solo pueden ser vistos por patrocinadores, los montos mínimos personalizados, más información sobre los impuestos a pagar, un botón en los issues de los repositorios de un usuario, mensajes de bienvenida para nuevos patrocinadores y la posibilidad de incluir metadatos para ver de dónde vienen los nuevos patrocinadores.
No debe confundirse con el campo de información en los repositorios. Los desarrolladores pueden crear un archivo especial para mostrar un enlace a diferentes sitios de recaudación, todos ellos de terceros y sin relación con GitHub. GitHub Sponsors es la integración de este sistema en GitHub, permitiendo añadir funciones personalizadas para esta plataforma.

### GitHub Education
GitHub Education es un servicio que sirve para estudiantes, profesores y escuelas. Los estudiantes reciben GitHub Pro, un catálogo de cursos y herramientas para programar y un entrenamiento específico. Por otro lado, los profesores pueden crear una aula de clase, además de recibir GitHub Team de forma gratuita, herramientas para preparar a sus estudiantes y acceso a una comunidad para profesores. Las escuelas y universidades obtienen paquetes de herramientas y los beneficios que reciben los estudiantes y profesores individuales. Este proyecto de GitHub tiene como objetivo ayudar a los individuos y grupos a crear un ambiente de estudio sin carencias, teniendo a su disponibilidad diversas herramientas y soporte especializado.
Para animar a escuelas y estudiantes a desarrollarse en nuevas tecnologías, hay un apartado de eventos de GitHub Education, en donde se puede encontrar eventos tanto en persona como en línea en muchos países alrededor del mundo —y en varios idiomas—, cada uno de ellos diferentes en esencia, como conferencias para aprender un nuevo oficio o competiciones de código para poner a prueba a los desarrolladores.

### GitHub Gist
Los repositorios sirven para almacenar, principalmente, archivos de texto. Sin embargo, GitHub ofrece un servicio llamado GitHub Gist, el cual permite crear un solo Gist donde guardar uno o más archivos de texto. El propósito de este servicio es simplificar la visualización de código por parte de personas que no saben cómo funciona un sistema de control de versiones, así como facilitar la copia y pega de trozos de código rápidamente por parte de los desarrolladores. El usuario que crea un Gist puede compartirlo fácilmente con un enlace, y en algunos sitios web es posible mostrar el Gist con solo incluir el enlace. Hay una sección de comentarios, y los usuarios registrados pueden votar positivamente si así lo desean. Técnicamente, un Gist es un repositorio que usa Git, pues puede ser bifurcado o clonado.

### GitHub Codespaces
Un «Codespace» es un entorno de desarrollo integrado incluido en GitHub y disponible para ser usado en cualquier repositorio. Al igual que otros entornos, el entorno de GitHub le permite al desarrollador editar, depurar, ejecutar y realizar acciones del sistema de versiones directamente desde GitHub, sin la necesidad de clonar el repositorio en la computadora. Es posible personalizar los Codespaces al gusto: cambiar el tipo de máquina, añadir un contenedor de desarrollo, administrar los secretos cifrados, etc.
Con relación a esto, GitHub ofrece una versión similar de forma gratuita (naturalmente con menos ventajas y posibilidades) que ayuda a los desarrolladores a interactuar con los repositorios que quieran sin la necesidad de abrir un editor de texto.
| Característica | GitHub Codespaces | Versión gratuita                                                                               |
| -------------- | --- | ---------------------------------------------------------------------------------------------- |
| Disponibilidad | Solo para organizaciones que cuenten con GitHub Team o GitHub Enterprise Cloud o usuarios que tengan acceso a la beta cerrada | Para todos los usuarios de github.com                                                          |
| Inicio         | Tarda algunos minutos ya que cuando se abre un Codespace se crea una máquina virtual                                          | Inmediato, basta con presionar la tecla de punto en cualquier repositorio para abrir el editor |
| Cálculo        | Es posible compilar, ejecutar y depurar el código                                                                             | No es posible compilar, ejecutar o depurar el código                                           |
| Terminal       | Es posible usar una terminal                                                                                                  | No hay terminal                                                                                |
| Extensiones    | Acceso a todo el catálogo de extensiones del mercado de Visual Studio Code                                                    | Acceso solamente a las extensiones que pueden usarse sin problemas en la web                   |